# Giloukhepa
Giloukhepa ou Gilu-Heba est une reine d'Égypte de la XVIIIe dynastie. 

## Biographie
Giloukhepa est la fille du roi du Mittani, Shuttarna II. 
Princesse royale, pour des raisons politiques, elle est envoyée en Égypte où elle épouse, vers ses douze/quinze ans, le roi Amenhotep III, en l’an dix de son règne. C'est son frère, le futur roi Tushratta, qui négocie cette union au nom de son père.

 
En cette occasion, Amenhotep III fait faire une série spéciale de scarabées commémoratifs de son mariage avec la princesse. L'un de ces scarabées est au musée de Berlin. Le texte inscrit sur le dos du scarabée est rédigé en ces termes : 

« L’an 10, sous la majesté de l’Horus, le taureau puissant qui s’est levé selon Maât, celui des Deux Dames qui affermit les lois et qui donne la paix aux Deux Terres. L’Horus d’or, grand par sa vaillance, celui qui frappe les asiatiques, le roi de Haute et Basse Egypte, le seigneur de l’accomplissement des rites, (Nebmaâtrê), l’élu de Rê, le fils de Rê, (Amenhotep), souverain de Thèbes, doué de vie et la grande épouse royale (Tiyi), qu’elle vive comme Rê. Le nom de son père est Youya, le nom de sa mère est Touya. Les prodigieuses choses amenées à sa majesté, vie, santé, force : La fille de Soutarna, prince du Naharina et le premier choix du harem de celle-ci, 317 femmes. »

Giloukhepa ne sera jamais grande épouse royale (Hmt-nswt wr) et reste une épouse secondaire. 
On ne connaît pas d'enfant issu de cette union.
Sa nièce Tadukhipa, fille de Tushratta, a aussi été mariée à Amenhotep III.